# Ctenanthe ericae
Ctenanthe ericae là một loài thực vật có hoa trong họ Marantaceae. Loài này được C.L.Andersson mô tả khoa học đầu tiên năm 1988.